# Svenska ödehus 2
Svenska ödehus 2 är en reportagebok av Sven Olov Karlsson (text) och Philip Pereira dos Reis (foto), utgiven 2011 på Natur & Kultur. Boken är en uppföljare till 2008 års Svenska ödehus.
Svenska ödehus 2 innehåller tio reportage om övergivna hus och platser runtom i Sverige, däribland ett vattenkraftverk i Jämtland, en övergiven stugby och ett kolerasjukhus.